# Lajos Godán
Lajos Godán (Szekszárd, 21 gennaio 1952 – 14 gennaio 1987) è stato un calciatore ungherese, di ruolo difensore.